# Dominique Jackson
Dominique Brebner (20 de marzo de 1975), conocida profesionalmente como Dominique Jackson o Tyra Allure Ross, es una actriz, autora, modelo transgénero, y personalidad televisiva de origen trinitense. Como actriz, es más conocida por su papel protagónico de Elektra Abundance en la serie de televisión de FX, Pose. Como modelo, ha aparecido en Vogue España.

## Primeros años
Dominique Jackson nació el 20 de marzo de 1975 en Scarborough, Trinidad y Tobago. Aunque Jackson creció con una abuela de cierta posición, ella todavía experimentó una educación traumática que incluía la intimidación y el abuso sexual. Huyó a los Estados Unidos cuando cumplió dieciocho años debido a que su familia no la aceptó como transgénero.
Durante su estadía en los Estados Unidos, Jackson experimentó la falta de vivienda y se dedicó al trabajo sexual y a vivir con tarjetas de crédito para sobrevivir. Fue en 1993, mientras vivía en Baltimore, que Jackson conoció la escena ballroom. Luego vivió en varias "casas" y finalmente se estableció en la Casa de Sinclair, establecida en la ciudad de Nueva York.

## Carrera

### Modelo
Para poder desarrollar las oportunidades adecuadas, Jackson realizó la mayoría de sus primeros trabajos de modelado de forma gratuita. En 2009, se convirtió en una modelo residente para el diseñador de moda Adrian Alicea y desfiló en la Semana de la Moda Mercedes-Benz. También ha modelado para Vogue España.

### Cine y televisión
Jackson ha aparecido en Call Me, Christopher Street: The Series, el documental Visible: The LGBTQ Caribbean Diaspora y la serie de televisión de Oxygen Strut (2016). Su trabajo en Strut le valió una nominación al GLAAD Media Award.
En 2018, Jackson apareció en el rol protagónico de Elektra Abundance en la serie de FX Pose, que se basa en la subcultura del ballroom en la ciudad de Nueva York a finales de los años ochenta. La serie se estrenó el 3 de junio de 2018 y atrajo el reconocimiento de la crítica. Las primeras temporadas contaron con el elenco más grande de actrices transgénero de una serie, con más de 50 personajes LGBT.

### Autora y servicio comunitario
Jackson ha sido abierta sobre sus problemas de salud mental. Después de un proceso de escritura de trece años, lanzó su autobiografía The Transsexual from Tobago. También ha trabajado para varias organizaciones sin fines de lucro (como Destination Tomorrow en El Bronx) que brindan servicios a la comunidad LGBT.

## Vida personal
Jackson está casada con Al Jackson. Se casaron después de haber estado juntos durante unos 18 años, y celebraron su boda durante un episodio de Strut.
No obtuvo su tarjeta verde hasta 2015, ni se sometió a una cirugía de reasignación de sexo hasta ese mismo año.

## Filmografía

### Películas
| Año  | Título                                                      | Papel                 | Notas                          |
| ---- | ----------------------------------------------------------- | --------------------- | ------------------------------ |
| 2009 | Christopher Street: The Series                              | Especialista en salud | Debut en cine, película de tv. |
| 2015 | MY TRUTH, MY STORY: A Caribbean LGBTQ+ Oral History Project | Sí misma              | Documental                     |
| TBR  | Visible: The LGBTQ Caribbean Diaspora                       | Sí misma              | Documental                     |

### Televisión
| Año     | Título                  | Papel             | Notas                                                       |
| ------- | ----------------------- | ----------------- | ----------------------------------------------------------- |
| 2015    | Call Me                 | Nicolette         | Episodios desconocidos                                      |
| 2016    | Strut                   | Ella misma        | 6 episodios                                                 |
| 2018–21 | Pose                    | Elektra Abundance | 25 episodios                                                |
| 2020–22 | Legendary               | Ella misma        | Episodios: "Circus Bezerkus" y "Slayground Playground Ball" |
| 2021    | American Gods           | Ms. World         | 3 episodios                                                 |
| 2022    | American Horror Stories | Bloody Mary       | Segunda temporada                                           |